# Litosfera

Budowa Ziemi

Litosfera, sklerosfera (z gr. λίθος líthos kamień lub σκληρός sklērós „twardy”, σφαῖρα sphaîra „kula”) – zewnętrzna sztywna powłoka Ziemi obejmująca skorupę ziemską i warstwę perydotytową zaliczaną do górnej części płaszcza ziemskiego. Termin „litosfera” bywa nieściśle stosowany jako zamiennik terminu „skorupa ziemska”. Litosfera jest pojęciem szerszym niż skorupa ziemska. Jest ściśle związana z biosferą oraz hydrosferą, a także atmosferą. Miąższość litosfery wynosi od ok. 10 do ponad 100 km, a jej temperatura w dolnej części dochodzi do 700 °C. Litosfera Ziemi podzielona jest na poruszające się względem siebie płyty, których ruch opisywany jest teorią tektoniki płyt.

## Rodzaje litosfery
- Litosfera kontynentalna – litosfera w częściach globu zajętych przez płyty kontynentalne. Składa się na nią skorupa kontynentalna i warstwa perydotytowa.
- Litosfera oceaniczna – występuje pod oceanami. Składa się na nią skorupa oceaniczna i warstwa perydotytowa.
- Litosfera suboceaniczna (paraoceaniczna) – stanowi strefę przejściową pomiędzy obiema tymi strefami.